# Old Blind Dogs

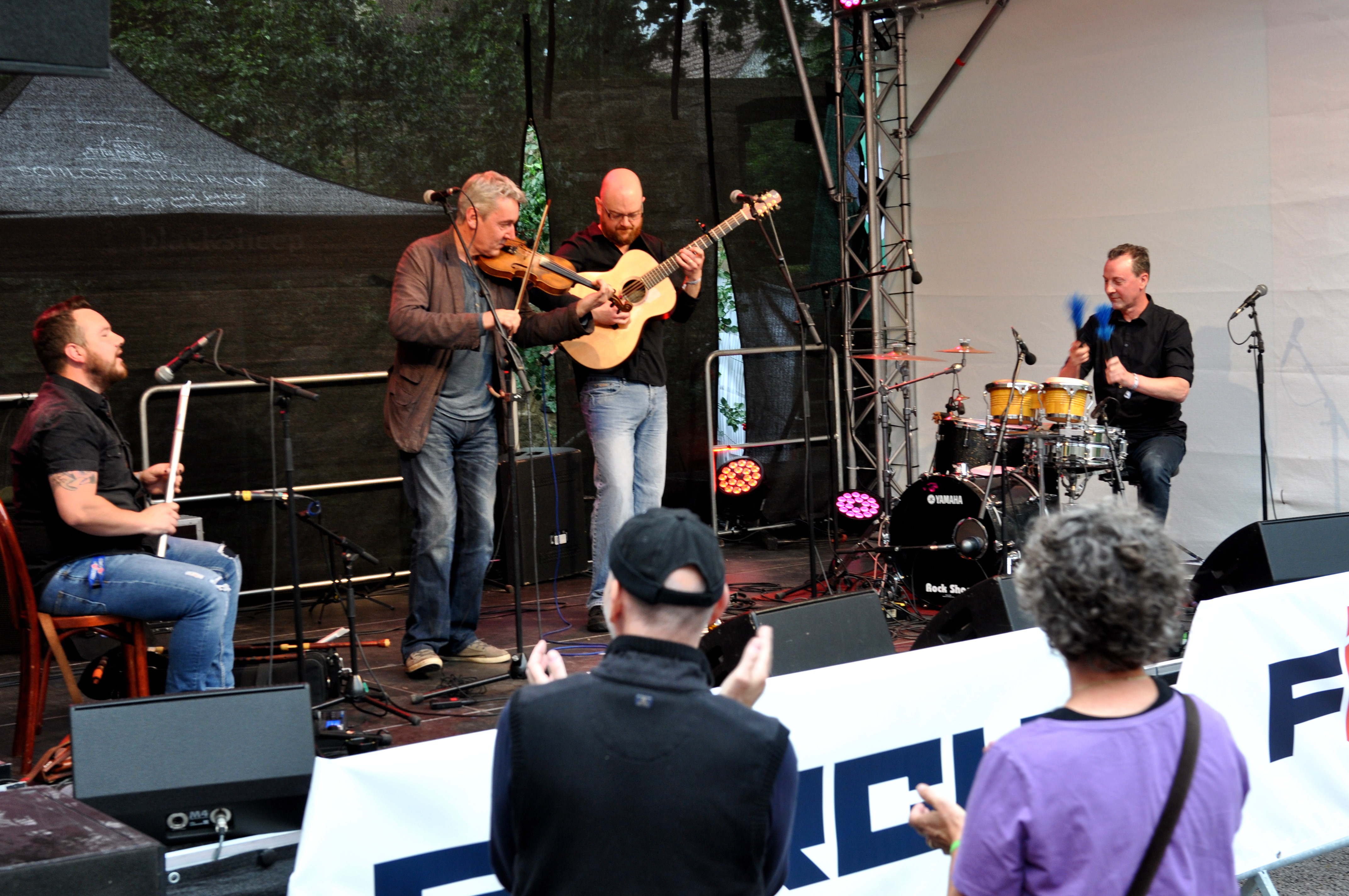
Old Blind Dogs beim Blacksheep-Festival in Bonfeld 2016

Old Blind Dogs sind eine 1990 gegründete schottische Folkband mit Einflüssen aus der Rockmusik. Prägend sind dynamische Percussions, intensiver Geigeneinsatz, Bagpipestücke, Gesangsstimmen und „schottische“ Bouzoukiklänge.

## Geschichte
Anlässlich der Scots Trad Music Awards erhielten sie 2004 und 2007 die Auszeichnung Folk Band of the Year. Die Band tourt ständig durch die Vereinigten Staaten und Europa.
Auch nach 18-jährigem Bestehen verstehen sich die Old Blind Dogs als „vitale und innovative Botschafter“ der traditionellen schottischen Musik. Subtil und einfallsreich erweitern sie traditionelle Musikaspekte um rhythmischere Strukturen, dynamische Bögen und strukturelle Ausweitungen. Dadurch werden in der Konsequenz eigentümliche Klangfarben erreicht, die das musikalische Erbe der schottischen Ahnen mit dem bandtypischen Widerhall aktueller Klänge verbindet.
2010 nahm die Formation im Gran's House Studio im schottischen Lamington das zehnte Studioalbum namens Wherever Yet May Be auf – dieses zusammen mit dem 2008 zur Band gestoßenen Piper Ali Hutton. Die CD beinhaltet sechs neue Stücke von Ali Hutton sowie traditionelle Stücke aus dem Repertoire von Gordon Duncan, Fred Morrison, Jamie Smith und vielen anderen mehr.

## Diskographie
- New Tricks (1992)
- Close To The Bone (1993)
- Tall Tails (1994)
- Legacy (1995)
- Five (1997)
- Live (1999)
- The World’s Room (1999)
- Fit? (2001)
- The Gab o Mey (2003)
- Play Live (2004)
- Four On The Floor (2007)
- Wherever Yet May Be (2010)
- Room With a View (2017)

## Besetzungen

### 1990–1992
- Ian F. Benzie (Gitarre, Gesang)
- Jonny Hardie (Geige, Mandoline, Gitarre, Gesang)
- Buzzby McMillan (Cister, Bass)
- Carmen Higgins (Geige)
- Dave Francis Percussion
- Davy Cattanach (Percussion, seit 1991)

### 1992–1996
- Ian F. Benzie
- Jonny Hardie
- Buzzby McMillan
- Davy Cattanach

### 1996–1997
- Ian F. Benzie
- Jonny Hardie
- Buzzby McMillan
- Fraser Fifield (Flöten, Saxophon)
- Davy Cattanach

### 1997–1999
- Ian F. Benzie
- Fraser Fifield
- Graham Youngson (Percussion)
- Jonny Hardie
- Buzzby McMillan

### 1999–2003
- Jim Malcolm (Gitarre, Harmonika, Gesang)
- Jonny Hardie (Geige, Gitarre, Gesang)
- Buzzby McMillan
- Rory Campbell (Flöten, Bagpipes, Gitarre, Harmonika, Gesang)
- Paul Jennings (Percussions, verließ die Band 2002)

### 2003–2006
- Jim Malcolm
- Jonny Hardie
- Rory Campbell
- Fraser Stone (Schlagzeug, Percussions)
- Aaron Jones (Bouzouki, Bass, Gesang)

### 2007–2008
- Jonny Hardie (Geige, Gitarre, Gesang)
- Rory Campbell (Bagpipes, Flöten, Gesang)
- Fraser Stone (Percussions)
- Aaron Jones (Bouzouki, Gitarre, Gesang)

### 2008–?
- Jonny Hardie (Geige, Gitarre, Gesang)
- Ali Hutton (Bagpipes, Flöten)
- Blair-Ellis Robertson (Geige, Percussions, Piano)
- Fraser Stone Percussions
- Aaron Jones (Bouzouki, Gitarre, Gesang)

### ?–2017
- Ali Hutton (Bagpipes, Flöten, Gitarre)
- Jonny Hardie (Geige, Gesang)
- Aaron Jones (Bouzouki, Gitarre, Gesang)
- Donald Hay (Percussions, Gesang)